# Coupe de la Ligue française masculine de handball 2007-2008
Navigation
Coupe de la Ligue 2006-2007 Coupe de la Ligue 2008-2009
La Coupe de la Ligue française masculine de handball 2007-2008 est la 7e édition de la Coupe de la Ligue française masculine de handball, organisée par la Ligue nationale de handball.

## Résultats

### Huitièmes de finale
Les huitièmes de finale se sont déroulés sous forme de matchs aller-retour. L'US Ivry, champion de France en titre,  et le Montpellier AHB, vice-champion, sont exemptés de ce tour.
| Équipe 1        | Score    | Équipe 2                 | Aller   | Retour  |
| --------------- | -------- | ------------------------ | ------- | ------- |
| US Créteil      | 63 – 62  | Saint-Raphaël VHB        | 33 – 31 | 30 – 31 |
| Chambéry SH     | 53¹ – 53 | Istres OPH               | 27 – 24 | 26 – 29 |
| USAM Nîmes Gard | 58 – 40  | UMS Pontault-Combault HB | 36 – 18 | 22 – 22 |
| Villefranche    | 54 – 64  | Tremblay-en-France       | 26 – 27 | 28 – 37 |
| US Dunkerque    | 63 – 63¹ | Toulouse Handball        | 34 – 34 | 29 – 29 |
| SC Sélestat     | 40 – 55  | Paris Handball           | 21 – 31 | 19 – 24 |

¹ qualifié selon la règle du nombre de buts marqués à l'extérieur.

### Tableau final
|  | Quarts-de-finale 14 décembre 2007 | Quarts-de-finale 14 décembre 2007 |                 |           | Demi-finales 2 février 2008 | Demi-finales 2 février 2008 |  |  | Finale 3 février 2008 | Finale 3 février 2008 |
|  | Quarts-de-finale 14 décembre 2007 | Quarts-de-finale 14 décembre 2007 |                 |           | Demi-finales 2 février 2008 | Demi-finales 2 février 2008 |  |  | Finale 3 février 2008 | Finale 3 février 2008 |
|  |                                   |                                   |                 |           |                             |                             |  |  |                       |                       |
|  |                                   |                                   |                 |           |                             |                             |  |  |                       |                       |
|  |                                   |                                   |                 |           |                             |                             |  |  |                       |                       |
|  | Montpellier AHB                   | 27                                |                 |           |                             |                             |  |  |                       |                       |
|  | Montpellier AHB                   | 27                                |                 |           |                             |                             |  |  |                       |                       |
|  | Paris Handball                    | 21                                |                 |           |                             |                             |  |  |                       |                       |
|  | Paris Handball                    | 21                                | Montpellier AHB | 31 (4tab) |                             |                             |  |  |                       |                       |
|  |                                   |                                   | Montpellier AHB | 31 (4tab) |                             |                             |  |  |                       |                       |
|  |                                   | USAM Nîmes                        | 31 (3)          |           |                             |                             |  |  |                       |                       |
|  | USAM Nîmes Gard                   | USAM Nîmes                        | 31 (3)          | 29        |                             |                             |  |  |                       |                       |
|  | USAM Nîmes Gard                   |                                   |                 | 29        |                             |                             |  |  |                       |                       |
|  | US Ivry                           | 28                                |                 |           |                             |                             |  |  |                       |                       |
|  | US Ivry                           | 28                                | Montpellier AHB | 26        |                             |                             |  |  |                       |                       |
|  |                                   |                                   | Montpellier AHB | 26        |                             |                             |  |  |                       |                       |
|  |                                   | US Créteil                        | 23              |           |                             |                             |  |  |                       |                       |
|  | Toulouse Handball                 | US Créteil                        | 23              | 26        |                             |                             |  |  |                       |                       |
|  | Toulouse Handball                 |                                   |                 | 26        |                             |                             |  |  |                       |                       |
|  | US Créteil                        | 27                                |                 |           |                             |                             |  |  |                       |                       |
|  | US Créteil                        | 27                                | US Créteil      | 24 (5tab) |                             |                             |  |  |                       |                       |
|  |                                   |                                   | US Créteil      | 24 (5tab) |                             |                             |  |  |                       |                       |
|  |                                   | Chambéry SH                       | 24 (4)          |           |                             |                             |  |  |                       |                       |
|  | Chambéry SH                       | Chambéry SH                       | 24 (4)          | 39        |                             |                             |  |  |                       |                       |
|  | Chambéry SH                       |                                   |                 | 39        |                             |                             |  |  |                       |                       |
|  | Tremblay-en-France                | 30                                |                 |           |                             |                             |  |  |                       |                       |
|  | Tremblay-en-France                | 30                                |                 |           |                             |                             |  |  |                       |                       |

## Vainqueur
| Vainqueur de la Coupe de la Ligue 2007-2008 Montpellier AHB 5e victoire |